# Tokyobräken
Tokyobräken, Dryopteris tokyoensis, är en träjonväxtart som först beskrevs av Jinzô Matsumura, och fick sitt nu gällande namn av Carl Frederik Albert Christensen. Dryopteris tokyoensis ingår i släktet Dryopteris och familjen Dryopteridaceae. Inga underarter finns listade.